# Bożejewice Polna
Bożejewice Polna – nieczynny wąskotorowy przystanek kolejowy w Bożejewicach, w województwie kujawsko-pomorskim.